# Politique en république populaire de Chine
Le pouvoir politique opérationnel en république populaire de Chine (RPC) (chinois simplifié : 中华人民共和国政治) est divisé entre trois organes : l'Assemblée nationale populaire, le système judiciaire et le conseil des affaires d'État. Cependant, chaque niveau de l'État est doublé d'un poste du Parti, ce dernier ayant la prééminence.
La Constitution de la république populaire de Chine définit cette dernière comme « un État socialiste de dictature démocratique populaire, paysans ». 
Le préambule de la constitution spécifie le rôle dirigeant du Parti communiste chinois (PCC) et continue de citer officiellement le marxisme-léninisme comme idéologie de référence de l'État.
La Chine est contrôlée par le PCC. Malgré l'immensité de son territoire et sa diversité sociale, le contrôle de Pékin est réel, car les habitudes historiques de la Chine impériale ont préservé la structure de centralisation du pouvoir, chaque ville, village, école, hôpital et tout organe administratif ayant son correspondant du Parti relayé au niveau local par les conseils de quartier. Par ailleurs, un contrôle est souvent maintenu sur la population grâce au contrôle de l'information, la propagande, la censure et la peur que provoquent sur la population les menaces des répressions.

## Principaux dirigeants actuels
[Quand ?]
- Xi Jinping : Secrétaire général du Parti communiste chinois, président de la république populaire de Chine et président de la Commission militaire centrale
- Li Qiang : Premier ministre du Conseil des affaires de l'État
- Zhao Leji : président du Comité permanent du Congrès national populaire
- Wang Huning : président de la Conférence consultative politique du peuple chinois

## Le Parti communiste chinois
Le Parti communiste chinois, fort de plus de 96,7 millions de membres, continue de dominer le gouvernement. Théoriquement, le congrès du Parti est l'organe le plus important et siège une fois par an. Élus par le Congrès, les trois cents membres du Comité central détiennent formellement les principaux organes de l'État chinois.
Les organes du pouvoir d'État sont l'Assemblée nationale populaire, le Président et le Conseil des affaires de l'État.
Les membres du Conseil des affaires de l'État incluent le Premier ministre, un nombre variable de vice-Premiers ministres (actuellement quatre), cinq conciliateurs d'État (théoriquement égaux aux vice-Premiers ministres, mais avec des portefeuilles réduits), et vingt-neuf ministres et commissions du Conseil des affaires de l'État. Dans les années 1980, il y eut une tentative visant à séparer les fonctions d'État et de Parti, avec le Parti décidant des grandes lignes politiques et l'État ayant pour tâche de les mettre en œuvre. Cet effort de séparation a été abandonné au niveau du gouvernement central dans les années 1990, la direction politique de l'État étant détenue par les dirigeants du Parti, créant une concentration de pouvoir dans un faisceau unique.
En même temps, un accord a été décidé, séparant le Parti et les bureaux d'État à des niveaux autres que ceux du gouvernement, et on ne connaît pas aujourd'hui de membre de l'exécutif au niveau national qui soit en même temps secrétaire du Parti. Il y a des cas spéciaux : dans les régions administratives spéciales de Hong Kong et Macao, le Parti communiste n'intervient pas du tout ; dans les régions autonomes, sur le modèle soviétique, les chefs de l'exécutif sont les membres d'une ethnie locale, et le secrétaire général du Parti est un Han non indigène.
Sous le régime de la Constitution de la république populaire de Chine, le Congrès national du peuple (CNP) est le plus haut organe de pouvoir d'État en Chine. Il se réunit chaque année environ deux semaines et approuve les nouvelles grandes lignes politiques, les lois, le budget, et les principaux changements de personnel. La plus grande partie de la législation de la république populaire de Chine est adoptée par le Comité du Congrès national du peuple (CCNP). La plupart des initiatives sont représentées au CCNP pour qu'elles soient considérées par le Conseil des affaires de l'État après avoir obtenu l'aval du Comité du Politburo du Parti communiste. Bien que le CNP approuve généralement les directives et recommandations personnelles du Conseil des affaires de l'État, le CNP s'est de plus en plus saisi de son rôle de balancier vis-à-vis de la législation nationale, et est parvenu à forcer la révision de certaines lois. Par exemple, le Conseil des affaires de l'État et le Parti ont été incapables de faire passer une taxe sur le gazole pour financer la construction d'autoroutes.

## Armée populaire de libération
L'Armée populaire de libération (APL) est contrôlée non pas par le Conseil des affaires de l'État mais par la Commission militaire centrale et présidée par le chef de l'État. À la différence de la plupart des armées nationales, le ministère de la Défense nationale (qui a très peu de pouvoir dans le Conseil des affaires de l'État) existe surtout pour coordonner les activités de liaison avec les autres militaires.
En pratique, la Commission militaire centrale suit les décisions du Comité militaire central du Parti communiste. Le Parti communiste s'assure de la loyauté des militaires au moyen de procédures élaborées. En plus, il y a eu un désir fort de la part des élites politiques de professionnaliser l'APL et faire décroître son rôle politique. Néanmoins, l'APL a été une importante force politique dans le passé quand la direction civile a lâché les rênes, et conserve ce rôle potentiel pour le futur.

## Partis politiques minoritaires
Huit partis politiques minoritaires, membres de la Conférence consultative politique du peuple chinois, existent depuis 1950. Ils sont tous acceptés formellement par le Parti communiste chinois (PCC) et leurs activités sont dirigées par le bureau du Front uni du PCC. Bien qu'ils soient rigoureusement organisés pour ne pas concurrencer le PCC, des membres de ces partis se retrouvent individuellement à certaines étapes d'élaboration des lois et politiques d'État, et un règlement prévoit que les institutions d'État aient au moins un membre des partis politiques mineurs.
Un neuvième parti minoritaire, le Parti communiste tibétain, a dû fusionner avec le Parti communiste chinois de Mao Zedong en 1949 à la demande des militaires chinois.
Les partis mineurs incluent :
- le Comité révolutionnaire du Kuomintang (KMT), fondé en 1948 par des membres dissidents du Kuomintang, alors sous le contrôle du général Tchang Kaï-chek ;
- la Ligue démocratique de Chine, fondée en 1941 par des intellectuels ;
- l'Association pour la construction démocratique de Chine, formée en 1945 par des éducateurs et des capitalistes nationaux (industriels et commerçants) ;
- l'Association chinoise pour la promotion de la démocratie, fondée en 1945 par des intellectuels médecins, éducateurs d’écoles primaires et collèges, ainsi que d'éditeurs ;
- le Parti démocratique des ouvriers et des paysans de Chine, fondé en 1930 par des intellectuels médecins, artistes et éducateurs ;
- le Parti chinois pour l'intérêt public (en), fondé en 1925 pour attirer le soutien de la diaspora chinoise ;
- la Société de Jiusan ou Société du 3 septembre, fondée en 1945 par un groupe de professeurs d'université et de scientifiques pour commémorer la victoire « de la guerre internationale contre le fascisme » ;
- la Ligue pour l'auto-administration démocratique de Taïwan, créée en 1947 par les « patriotes soutenant la démocratie taïwanaise et résidant en Chine continentale ».

La coordination des huit partis politiques est assurée par la Conférence consultative politique du peuple chinois.

## L'État de droit en Chine
L'État et le Parti communiste chinois mettent de plus en plus en avant le fait que la Chine serait un État de droit, où les institutions et leur fonctionnement seraient régis par des textes, sans qu'aucune transformation significative des institutions n'ait pourtant vu le jour. Un effort important de diffusion de l'information en ce sens est dirigé vers l'étranger, notamment par l'édition et la mise en ligne de traductions soignées des textes des dirigeants chinois,.
Pour Jean-Pierre Cabestan, la Chine est certes un État de lois, mais pas un État de droit.

## Droits de l'homme en Chine
De nombreux observateurs, notamment les démocraties occidentales et les ONG, ont pointé du doigt des manquements au respect des Droits de l'homme en république populaire de Chine,. Les activistes dénoncent des violations des droits de l'Homme commises par le Parti communiste chinois, notamment lors du Grand Bond en avant ou après les manifestations de la place Tian'anmen en 1989. Le gouvernement chinois affirme quant à lui que la situation des droits de l'Homme progresse et qu'elle est aujourd'hui meilleure que jamais.